# Sai Ong Hué
Sai Ong Hué ou Setthathirath II (mort à Vientiane en 1730) nom complet Samdach Brhat Chao Maha Sri Jaya Setha Adiraja Darmikaraja Chandrapuri Sri Sadhana Kanayudha [Setthathirath II] fut de 1700 à 1730, roi du Lan Xang puis du royaume de Vientiane.

## Division du royaume
Le prince (Sadet Chao Fa Jaya) Ung Lo est le fils aîné du Prince (Sadu Chao Fa) Somaputra Somphou, et de sa première épouse. Il naît à Hué en Annam en 1685 ou son père était exilé à la cour des Nguyễn d'ou son nom de « Sai Ong Hué » c'est-à-dire « Roi victorieux (né à ) Hué ». Après la mort de son oncle le roi Surinyavongsa, il est mis à la tête d'un contingent vietnamien afin de chasser l’usurpateur Thian Thala qui s'est emparé du trône à Vientiane. En contrepartie il doit reconnaître la suzeraineté de la dynastie Nguyễn ; Il réussit à s'emparer de la capitale et de Luang Prabang en 1700 et il est proclamé roi du Lan Xang sous le nom de « Setthathirath II ».  
Ses deux cousins Kingkitsarath et Inthason refusent de reconnaître son autorité et se réfugient au Sip-Song-Phan-Na où régnait un autre de leur parent, leur grand-père maternel. Ce dernier leur donne les forces nécessaires pour chasser Tho Nong, le demi-frère et vice-roi qu'il avait imposé à Luang Prabang d'où ils établissent leur souveraineté sur les provinces du nord du Lan Xang. Le roi de Siam Phra Chao Sua intervient alors en 1707 et sous le prétexte de les réconcilier il procède à la partition du royaume de Lan Xang en deux entités : le royaume de Vientiane et le royaume de Luang Prabang
Peu après en 1713 un prince royal nommé Soi Si Samout Phoutong Koun ou Nokasad à l'origine imprécise ;  présenté alternativement comme le neveu de Sai Ong Hué ou le fils de la princesse Sumagala Kumari, elle-même fille du roi Surinyavongsa, et de son second époux Saentip se proclame lui aussi roi à Champassak. La création de ce royaume de Champassak qui se trouve rapidement contraint de reconnaître l'hégémonie du royaume du Siam met définitivement fin au Lan Xang qui se trouve désormais partagé entre les influences de la  dynastie Taungû puis de celle de Konbaung, de l'Annam de la dynastie Nguyễn et du royaume d'Ayutthaya.

## Union et postérité
Le roi Sai Ong Hué meurt dans le palais royal de Vientiane en 1730. Il avait épousé à Hué une princesse de la dynastie Trịnh qui lui donna trois fils et une fille : 
- Prince (Sadet Chao Fa Anga) Lankaya Ong Long, qui lui succède sous le nom de Samdach Brhat Chao Dharma Adi Varman Maha Sri Ungalankaya Chandrapuri Sri Sadhana Kanayudha, comme souverain du royaume de Vientiane.
- Prince (Sadet Chao Fa Anga) Bunya Ong Boun, qui succède à son frère sous le nom de Samdach Brhat Chao Maha Sri Bunyasena Jaya Setha Adiraja Chandrapuri Sri Sadhana Kanayudha [Bunsan] [Setthathirath III], comme souverain du royaume de Vientiane.
- Prince (Sadet Chao Fa Jaya) Guangnaya [Khuang-Na]. nommé Vice roi en 1730 avec le titre de Samdach Brhat Chao Maha Uparaja.
- une fille qui épouse en  1699, Phra Chao Sarasak, Upayuvaraja d'Ayutthaya, fils de Phetracha, roi d'Ayutthaya de 1688 à 1703.